# Gijsbertus Coeverincx
Gijsbertus Coeverincx (* um 1539 in St. Oedenrode; † 20. September 1613 in ’s-Hertogenbosch, auch Gysbertus Coeverincx) war ein niederländischer Geistlicher. 1589 wurde er zum Bischof von Deventer gewählt, trat dieses Amt jedoch nicht mehr an.

## Leben
Coeverincx studierte in Leiden Theologie und schloss das Studium mit dem Lizentiat ab. Um 1566 wurde er zum Pfarrer in Oss ernannt, wo er 1571 auch Dekan wurde. Zudem war er seit 1569 Kanonikus von St. Jan in ’s-Hertogenbosch. Am 8. September 1571 
wurde er zum Archidiakon des Bistums berufen, in demselben Jahr auch zum Präsidenten des dort neu errichteten Priesterseminars. In Abwesenheit des Bischofs Metsius nahm er 1578 als Generalvikar die bischöflichen Aufgaben in der Leitung der Diözese wahr. Im Jahre 1585 wurde er Dekan des Kathedralkapitels und 1589 schlug man ihn für den vakanten Bischofssitz von Deventer vor. Die großen Widrigkeiten, die mit diesem Amt verbunden waren, schreckten ihn jedoch ab, sodass er erst am 20. März 1590 in die Wahl einwilligte. Jedoch erhielt er keine Gelegenheit, sein Bistum in Besitz zu nehmen, da noch in demselben Jahr die Protestanten im Verlauf des Achtzigjährigen Krieges Deventer einnahmen.
Im Jahre 1610 schlug Sasbout Vosmeer ihn noch einmal für den vakanten Bischofssitz von Roermond vor.
Coeverincx starb am 20. September 1613 und wurde im Chor der St.-Johanneskirche zu ’s-Hertogenbosch bestattet.